# المجلس الوطني الباكستاني
الجمعية الوطنية لباكستان (أردو: قومی اسمبلئ پاکستان ) يمثل الغرفة السفلى لبرلمان باكستان مع مجلس الشيوخ الذي يمثل الغرف العليا للبرلمان، عمل المجلس هو تشريع القوانين الجدیدة. يضم المجلس 342 مقعداً، منها 70 مقعداً للنساء والأقلية غیر المسلمة.

## روابط خارجية
- Official Website of the National Assembly of Pakistan